# Swedish Forestry Expo

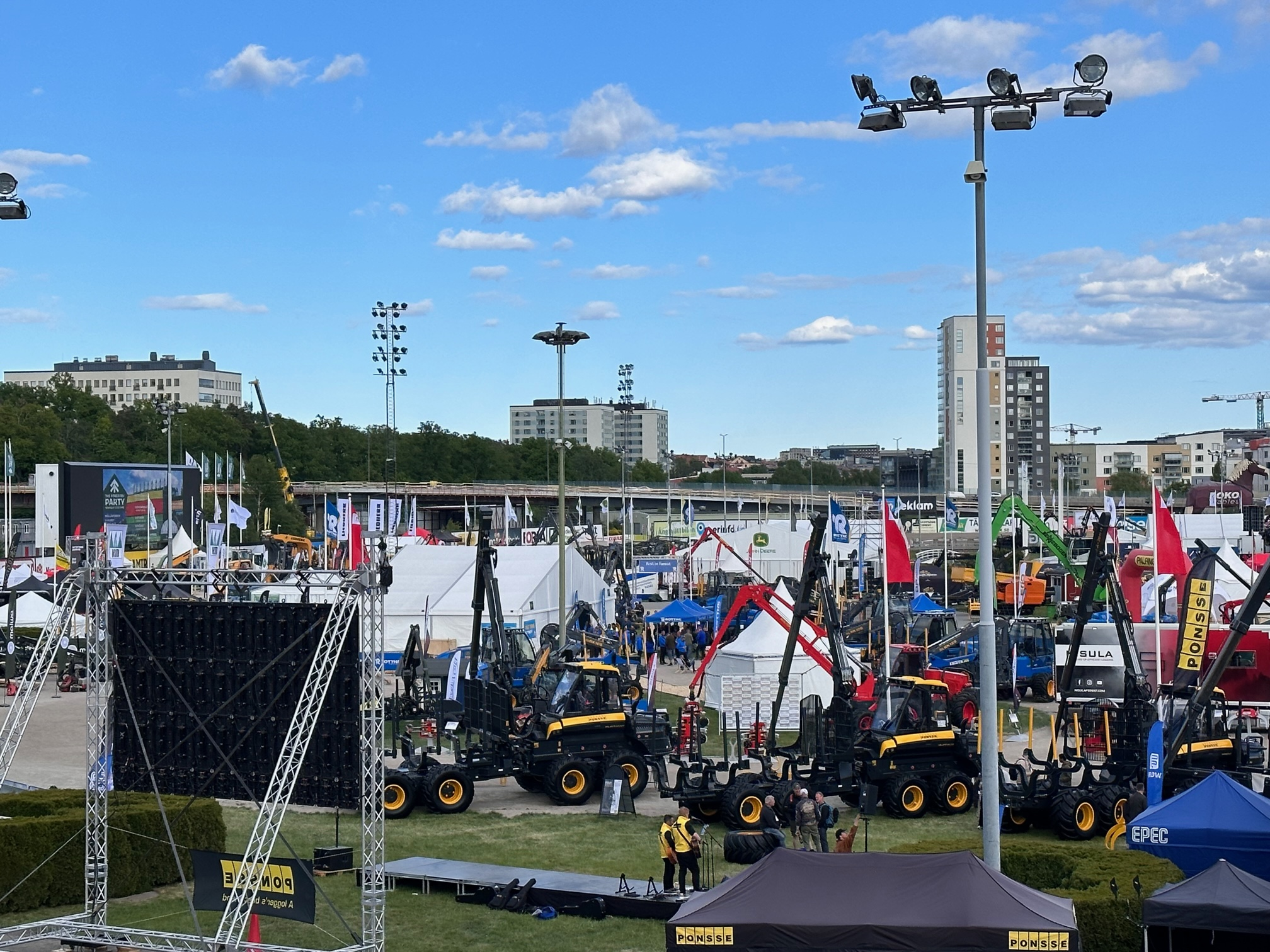
Swedish Forestry Expo 2023 på Solvalla

Swedish Forestry Expo är en fackmässa i Sverige för maskiner, tillbehör och tjänster inom professionellt, storskaligt skogsbruk. Mässan har grundats och ägs av branschorganisationen Maskinleverantörerna.

## Utställare
Mässan är en utställning för företag som har produkter eller tjänster inom det professionella, storskaliga skogsbruket. Storskaligt skogsbruk definieras enligt Skogsstyrelsen som "företag med skogsmarksinnehav på minst 5 000 hektar". Mässan hade premiär den 1-3 juni 2023 på Solvalla travbana i Stockholm och hade 10247 besökare. Nästa genomförande är planerat till den 3-5 juni 2027.